# Pergaminho aramaico de Enoque

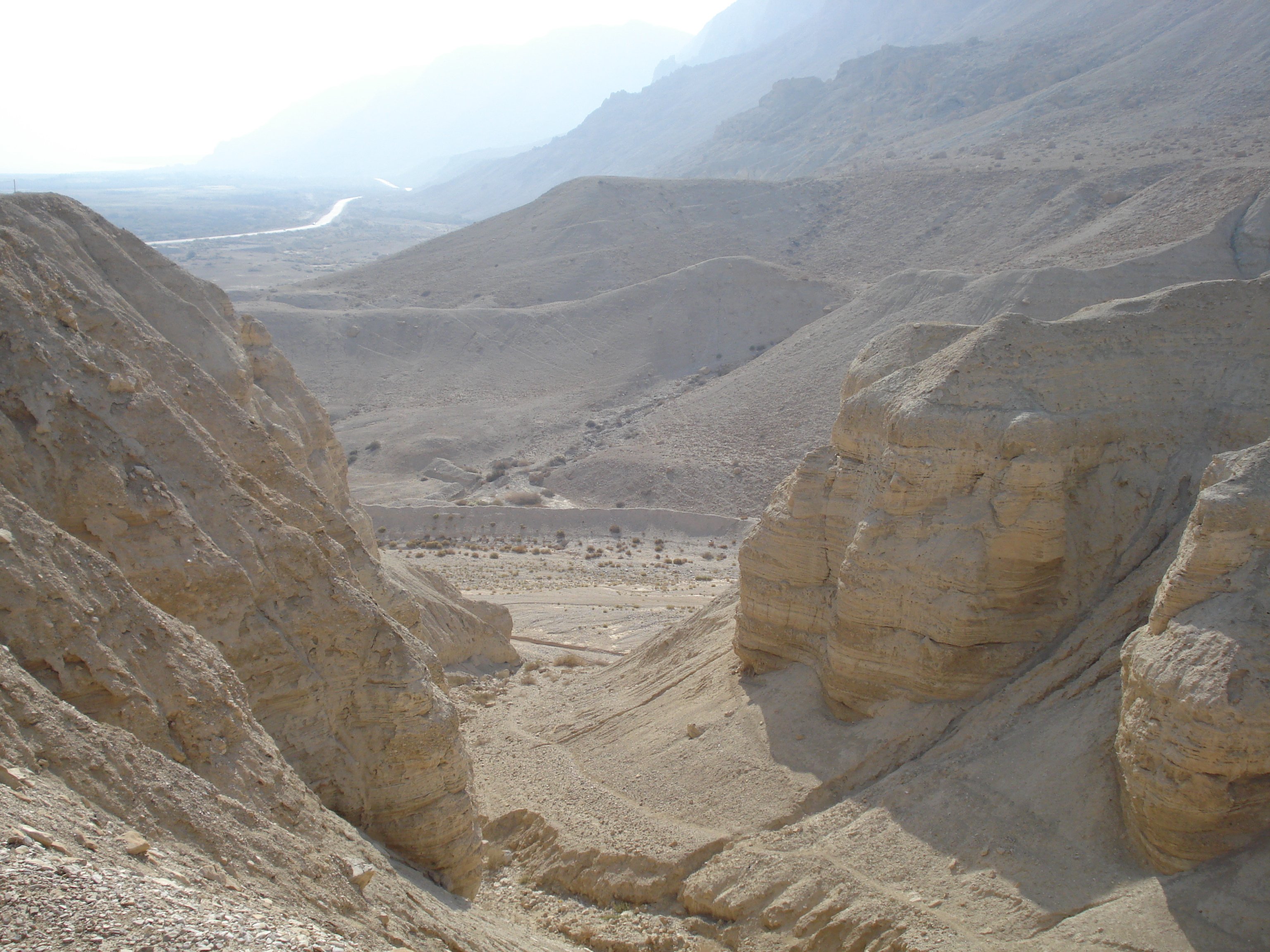
Qumrã

O Pergaminho Aramaico de Enoque é uma cópia completa não publicada do Livro de Enoque que, segundo rumores, está na posse de investidores privados.
Não há prova de sua existência, mas segundo o ex-editor-chefe da equipe editorial oficial dos Manuscritos do Mar Morto, John Strugnell (falecido em 2007), o pergaminho está bem preservado e microfilmado. Strugnell disse que lhe mostraram o microfilme em 1990, durante a crise do Kuwait, mas ele nunca conseguiu comprá-lo para a equipe editorial.

## Caverna 11 de Qumrã

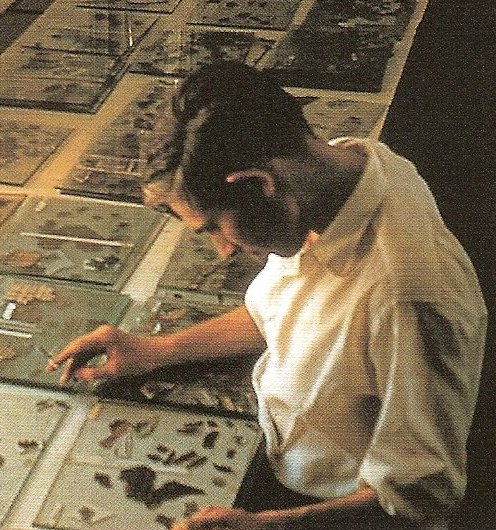
Ex-editor dos Manuscritos do Mar Morto, John Strugnell, trabalhando na "Rolaria"

De acordo com Strugnell, o pergaminho foi encontrado na “Caverna 11” de Qumrã, em 1956, junto com os outros pergaminhos e fragmentos já divulgados. Esta caverna foi descoberta pelo mesmo beduíno, Abu Dahoud, que encontrou a primeira caverna em 1947.
Além deste e de outro pergaminho da Caverna 11 que ele afirmou ter visto, Strugnell ouviu Gerald Lankester Harding, o diretor do Departamento de Antiguidades da Jordânia (1936–1956), falar de pelo menos dois pergaminhos nunca publicados do mesmo achado. Estes, ou alguns deles, estavam naquela época (Crise do Kuwait) prestes a serem comprados privativamente, por colecionadores, provavelmente europeus, ou banqueiros. O motivo da compra era para investimento. Embora Strugnell tivesse acordos com compradores sérios que publicariam os pergaminhos, ele não conseguiu convencer os proprietários a vender.
Abu Dahoud confirmou que ele e mais dez homens encontraram a caverna e venderam os pergaminhos para muitas pessoas diferentes.

## Importância
A importância de um manuscrito aramaico completo do Livro de Enoque poderia ser imensa. Michael Wise, um estudioso dos Manuscritos do Mar Morto, escreve: “Nenhum vestígio das Parábolas de Enoque foi descoberto em Qumrã, e é amplamente considerado hoje como uma composição do final do primeiro século EC. Se uma cópia pré-cristã das Parábolas fosse descoberta, isso causaria uma sensação”
As Parábolas são uma parte da tradução etíope do Livro de Enoque. Há disputas sobre a antiguidade delas e se originalmente faziam parte de Enoque. Atualmente, a maioria dos estudiosos acredita que sejam pré-cristãs.